# IC 4012
IC 4012  ist eine elliptische Galaxie vom Hubble-Typ E im Sternbild Haar der Berenike am Nordsternhimmel. Sie ist schätzungsweise 326 Millionen Lichtjahre von der Milchstraße entfernt und hat einen Scheibendurchmesser von etwa 30.000 Lj. 
Das Objekt wurde am 11. Mai 1896 von Hermann Kobold entdeckt.